# Дом А. А. Ногарёва
Дом А. А. Нагарёва — архитектурно-художественный комплекс, построенный по заказу купца А. А. Нагарёва, в настоящее время — архитектурный и исторический памятник города Уфы. Представляет собой двухэтажное кирпичное строение по ул. Ленина, 10.

## Описание
Построено на рубеже XIX—XX веков по заказу купца-миллионщика А. А. Нагарёва, владельца чугунолитейных заводов на Южном Урале по проекту неизвестного архитектора. В основе объёмно‑планировочного решения зданий прослеживается влияние русского классицизма, в решении фасадов — стиля модерн; композиционным завершением комплекса являлись арочные ворота и оригинальная ограда. Фасады, в оформлении которых применены лестницы, характеризует чёткий рисунок и пышность пластики, выдержанной в «кирпичном стиле» (арочные и прямоугольные окна, наличники, пояски, карнизы и пр.); в отделке интерьеров использован богатый декор (лепные фризы, плафоны, люстры и др.).
Два двухэтажных кирпичных дома, связанных общностью территории, архитектурно‑художественным замыслом и назначением представляли собой гостиницы «Большая Сибирская» (1890‑е годы, с 1900 или 1904 год — «Метрополь»), особняк Нагарёва (1901), где с 1909 года располагались также ресторан и школа по подготовке поваров, а также вспомогательные постройки.
В XXI веке по проекту архитектора Т. В. Меляковой здание проведена реконструкция: перепланировка помещений, демонтированы печи, лепные украшения и настенная роспись утрачены, осуществлена очистка и штукатурка фасадов. Здание соединилось с соседним сооружением — домом купца И. И. Короткова.
В марте 1917-го в здании гостиницы «Метрополь» прошло первое легальное собрание уфимских большевиков во главе с государственным деятелем А. Д. Цюрупой, о чём свидетельствует мемориальная доска на фасаде. В здании бывшей гостиницы в конце 1910‑х годов размещались редакция газеты «Вперёд» и Губернский продовольственный комитет. В особняке Нагарёва с середины 1920‑х годов располагался Башкирский музыкальный техникум, с 1932 года — родильный дом № 1, с 1981 года — Музыкальный колледж. В настоящее время здесь находятся Министерство молодёжной политики и спорта РБ, Республиканский молодёжный информационный центр, Республиканский центр содействия трудовой занятости молодёжи, ряд обществественных молодёжных организаций и др.